# Helga Deen

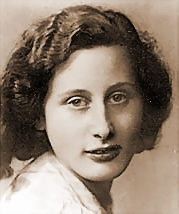
Helga Deen

Helga Deen (geboren 6. April 1925 in Stettin; gestorben 16. Juli 1943 im Vernichtungslager Sobibor) war eine deutsche Jüdin, die mit 18 Jahren von den Nationalsozialisten ermordet wurde. Ihre Aufzeichnungen erschienen als Buch.

## Leben
Helga Deen war die Tochter des aus Tilburg stammenden Chemikers Willy Deen (1891–1943) und von Käthe Wolff (1894–1943). Mit ihrem jüngeren Bruder Klaus Gottfried Albert Deen (1928–1943) wuchs sie in Stettin auf. Aufgrund der zunehmenden antijüdischen Maßnahmen nach der Machtergreifung der Nationalsozialisten in Deutschland zog die Familie im September 1933 zu Helga Deens Großmutter nach Tilburg. Ihre häusliche Erziehung war von kultureller Vielfalt und den fortschrittlichen Ansichten ihrer Mutter geprägt. Die Kinder erhielten Sexualerziehung, wurden mit Liebe zur Natur, Literatur, Musik und Kunst erzogen. Helga zeichnete und wollte später Kinderbuchillustratorin werden, ihr Bruder beschäftigte sich mit Bildhauerei und Malerei. Helga Deen besuchte mit ihrem Bruder die öffentliche Grundschule in der Korte Schijfstraat und wechselte im September 1937 zum König-Wilhelm-II.-Staatsgymnasium an der Ringbaan-Oost, das sie bis 1941 besuchte. Dort lernte sie Kees van den Berg kennen, mit dem sie später eine Liebesbeziehung verband. Ab 1941 mussten Helga Deen und ihr Bruder mit dem Zug von Tilburg nach ’s-Hertogenbosch fahren, wo ein jüdisches Lyzeum gegründet worden war. Ab Kriegsbeginn war Helga Deens Vater im Judenrat von Tilburg aktiv und mit Reise- und Umzugsgenehmigungen befasst, sie selbst arbeitete ab dem 15. September 1942 in der Abteilung „Ausreisehilfe“.
Am 1. Juni 1943 wurde Helga Deen mit ihrer Familie in das KZ Herzogenbusch bei Vught deportiert, wo sie etwa einen Monat lang in niederländischer Sprache heimlich ihre Gedanken, Eindrücke und Erlebnisse im Lager festhielt. Dabei beschrieb sie unter anderem „die Schrecken einer Entlausungsaktion oder ihre Erschütterung über den Abtransport von Kindern“, ihre Gefühle der Ohnmacht, der Verzweiflung, aber auch der Sehnsucht nach ihrer Jugendliebe Kees. Sie richtete ihre Aufzeichnungen an Kees als „Liebsten“ und schrieb auf Schulheftseiten. Der letzte Eintrag datiert vom 1. Juli 1943. Am 2. Juli 1943 wurde Deen zunächst in das Durchgangslager Westerbork und am 13. Juli nach Sobibór deportiert, wo sie zusammen mit ihren Eltern sowie ihrem Bruder am 16. Juli im Vernichtungslager ermordet wurde.
Ihr Tagebuch wurde von einigen Freunden aus dem Lager Westerbork geschmuggelt und später Kees überreicht. Dieser hielt es sein Leben lang versteckt.

## Nachlass und Gedenken
Nach dem Tod des holländischen Künstlers Kees van den Berg entdeckte sein Sohn Conrad im Atelier des Vaters eine alte braune Damenhandtasche mit Briefen, Postkarten sowie einem grau-grünen Schulheft mit der Aufschrift „Chemie H. Deen“. Das unscheinbare Heft enthält das Tagebuch seiner großen Jugendliebe – Helga Deen.

Helga-Deen-Garten
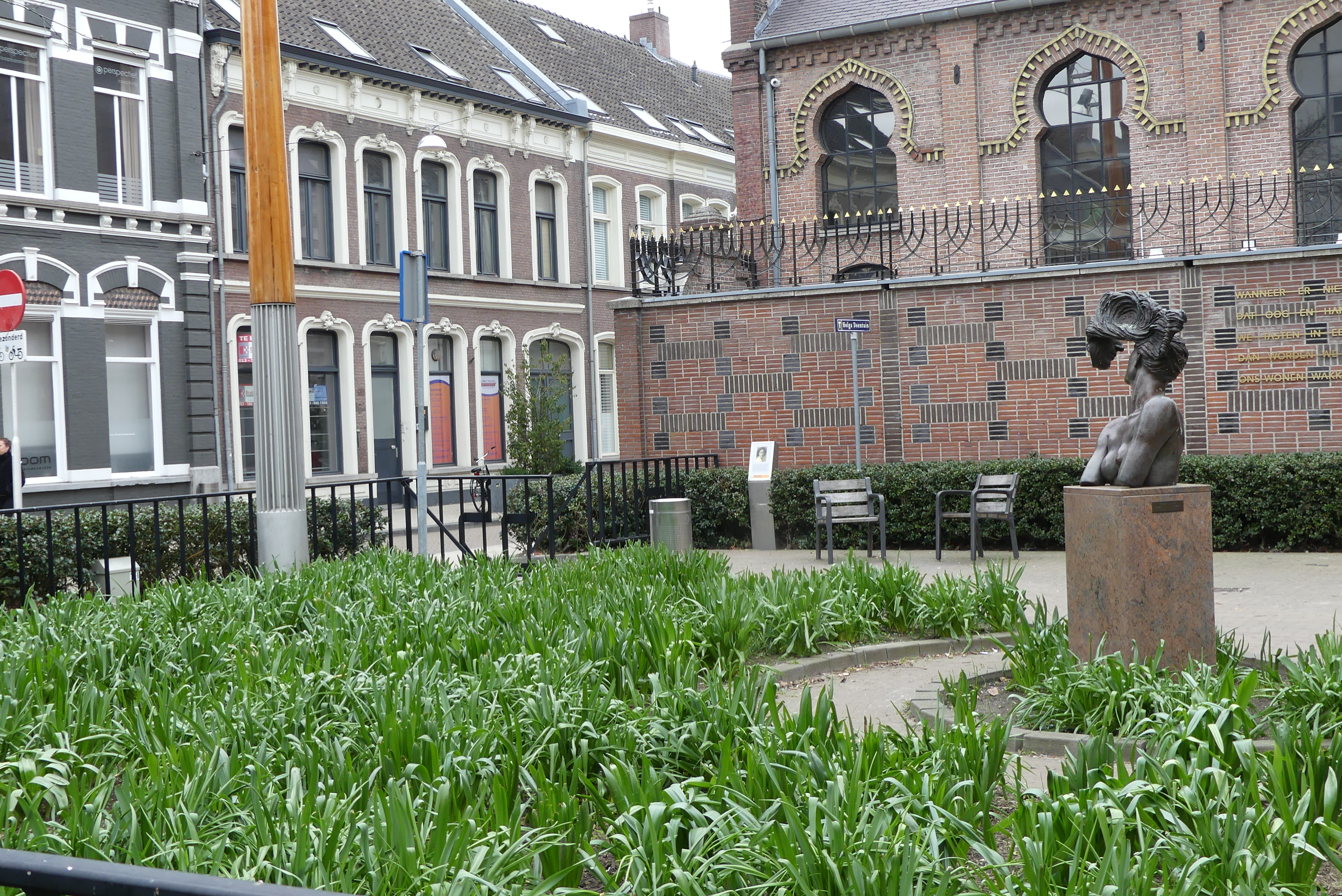
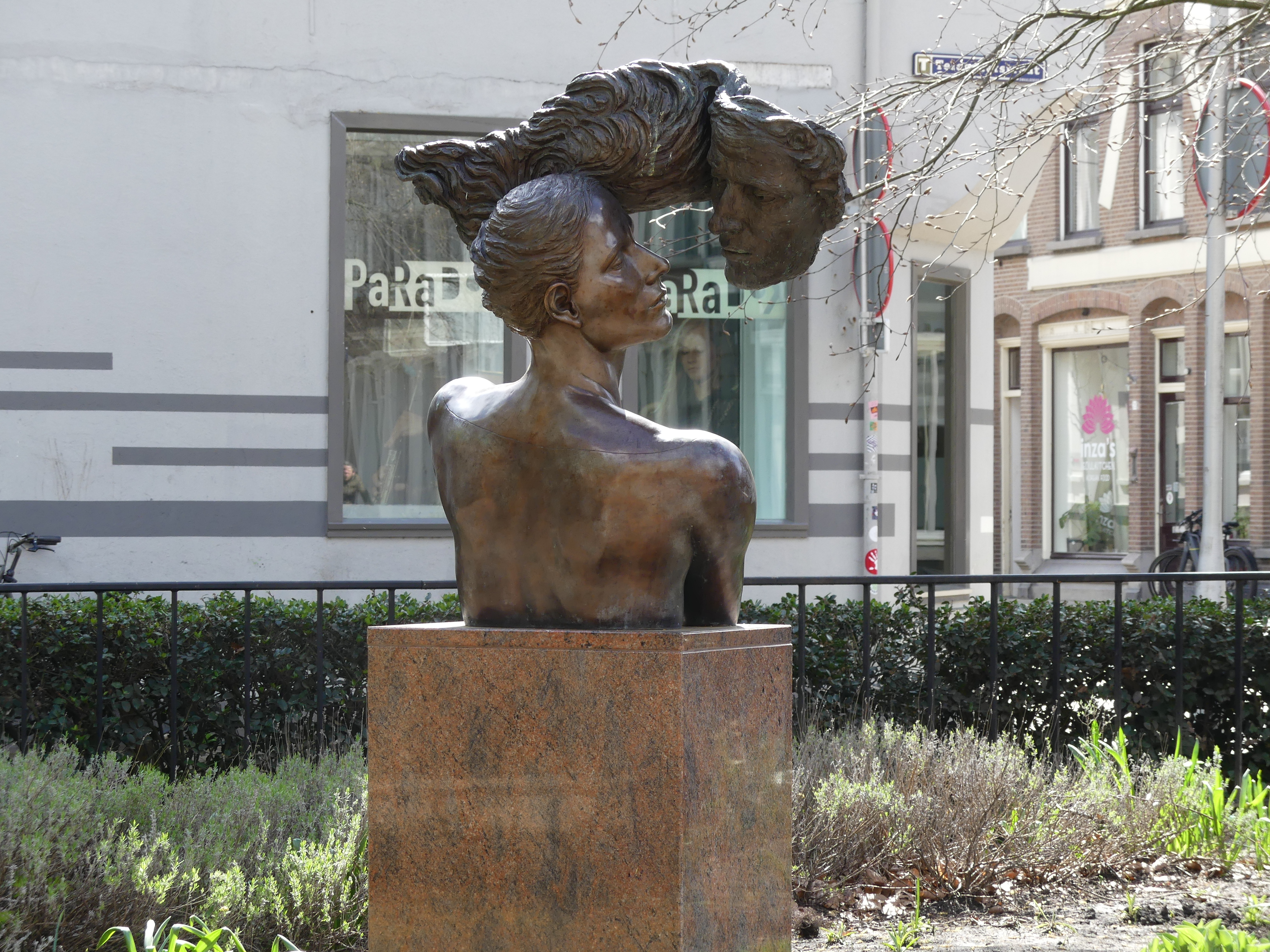
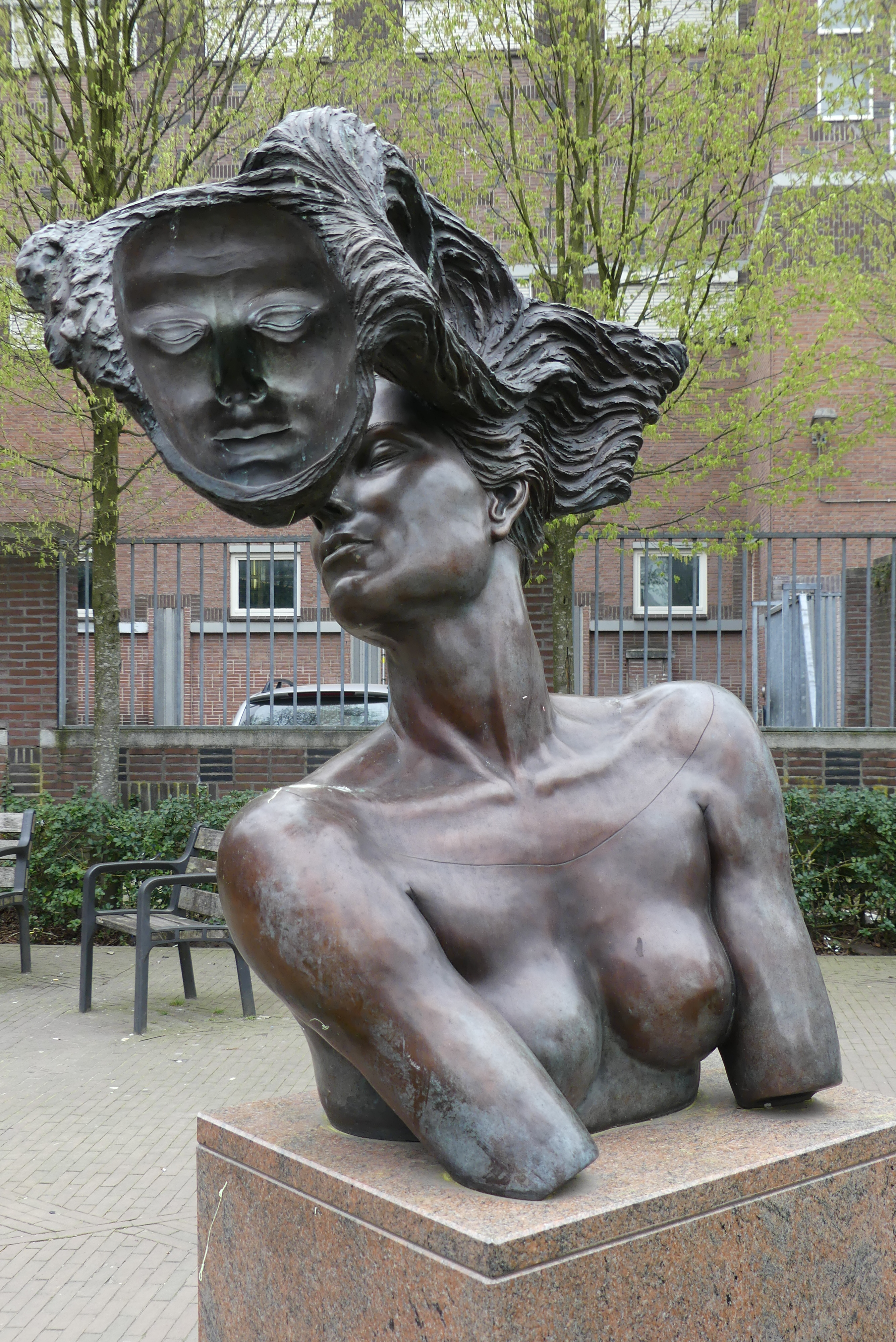

Ihre im Oktober 2004 im Regionalarchiv Tilburg der Öffentlichkeit vorgestellten Aufzeichnungen (21 Seiten), gerichtet an ihren Geliebten, über das Leben im holländischen Lager Vught wurden wiederholt mit dem Tagebuch der Anne Frank verglichen. Unter dem Titel „Wenn mein Wille stirbt, sterbe ich auch. Tagebuch und Briefe“ erschien im Rowohlt Verlag ein Buch über Helga Deen. Übersetzt wurde der niederländische Text von Annette Wunschel.
Im Jahr 2013 wurde der Helga-Deen-Garten an der Willem II straat neben der Synagoge der Liberalen Jüdischen Gemeinde in Tilburg eröffnet. Zu ihrem Gedenken wurde in diesem Park das Kunstwerk „Verbondenheid“ von Margot Homan aufgestellt.

## Werk
- Helga Deen: «Wenn mein Wille stirbt, sterbe ich auch». Tagebuch und Briefe. 1. Auflage. Rowohlt, Hamburg 2007, ISBN 978-3-498-01325-7, S. 144.